# Jean Denayrouse
Jean Fleuret Denayrouse est un homme politique français né le 21 décembre 1804 à Montpeyroux (Aveyron) et mort le 21 août 1860 à Espalion (Aveyron).

## Biographie
Avocat à Espalion, il est sous-commissaire du gouvernement en 1848. Il est député de l'Aveyron de 1849 à 1851, siégeant avec les Républicains du parti du National.